# Colobometra arabica
Colobometra arabica is een haarster uit de familie Colobometridae.
De wetenschappelijke naam van de soort werd in 1937 gepubliceerd door Austin Hobart Clark.